# You Are the Everything
You Are the Everything è un brano della gruppo musicale alternative rock R.E.M.. La canzone fa parte dell'album Green, pubblicato nel 1989.
È una ballata malinconica, apertamente dedicata a qualcuno, che è appunto "il tutto". È significativo il fatto che questa canzone, nel corso del Green World Tour, si sia trasformata in una sorta di dichiarazione d'amore al proprio pubblico. Una dichiarazione talmente aperta che spesso Michael Stipe la cantava di spalle, quasi a volersi confondere con il pubblico stesso.